# Drentse patrijshond
Drentse patrijshond – jedna z ras psów należąca do grupy wyżłów i seterów. Podlega próbom pracy.

## Rys historyczny
Rasa powstała w rejonie Drenthe w Holandii. Pochodzi prawdopodobnie z tego samego pnia, co dzisiejsze spaniele i setery. Często jest używana do polowań na bażanty, króliki i kuropatwy. Jest bardzo rzadką rasą.

## Charakter i usposobienie
Cechuje się pojętnością i wiernością.

## Wygląd
Sierść tego silnie zbudowanego, średniej wielkości psa wydaje się długa, przede wszystkim z powodu frędzli na uszach. Występują one również na szyi, nogach i ogonie. Kiedy pies porusza się, ogon lekko zakręcony na końcu, trzyma poziomo, w bezruchu ogon zwisa w dół.